# 第46回日劇學院賞
←第45回 - 第46回 - 第47回→
第46回日劇學院賞，針對2005年七到九月在日本播出的連續劇做出投票與評比。

## 得獎名單

### 最優秀作品賞
1. 電車男
2. 女王的教室
3. 一起加油吧
4. 東大特訓班
5. 海猿

- 讀者票：1.電車男；2.女王的教室；3.海猿
- 記者票：1.電車男；2.女王的教室；3.一起加油吧
- 評審票：1.女王的教室；2.電車男；3.一起加油吧

### 主演男優賞
1. 阿部寬（東大特訓班）
2. 伊藤英明（海猿）
3. 妻夫木聰（慢舞）

- 讀者票：1.阿部寬（東大特訓班）；2.伊藤英明（海猿）；3.妻夫木聰（慢舞）
- 記者票：1.阿部寬（東大特訓班）；2.伊藤英明（海猿）；3.妻夫木聰（慢舞）
- 評審票：1.阿部寬（東大特訓班）；2.伊藤英明（海猿）；3.陣内孝則（菊次郎與早紀）

### 主演女優賞
1. 天海祐希（女王的教室）
2. 鈴木杏（一起加油吧）
3. 伊東美咲（電車男）

- 讀者票：1.天海祐希（女王的教室）；2.伊東美咲（電車男）；3.鈴木杏（一起加油吧）
- 記者票：1.天海祐希（女王的教室）；2.鈴木杏（一起加油吧）；3.米倉涼子（女系家族）
- 評審票：1.天海祐希（女王的教室）；2.伊東美咲（電車男）；3.鈴木杏（一起加油吧）

### 助演男優賞
1. 伊藤淳史（電車男）
2. 錦戶亮（一起加油吧）
3. 仲村亨（海猿）

- 讀者票：1.伊藤淳史（電車男）；2.仲村亨（海猿）；3.錦戶亮（一起加油吧）
- 記者票：1.伊藤淳史（電車男）；2.錦戶亮（一起加油吧）；3.仲村亨（海猿）
- 評審票：1.伊藤淳史（電車男）；2.松川尚瑠輝（女王的教室）；3.錦戶亮（一起加油吧）、仲村亨（海猿）

### 助演女優賞
1. 白石美帆（電車男）
2. 高島禮子（女系家族）
3. 志田未來（女王的教室）

- 讀者票：1.志田未來（女王的教室）；2.白石美帆（電車男）；3.加藤愛（海猿）
- 記者票：1.白石美帆（電車男）；2.高島禮子（女系家族）；3.廣末涼子（慢舞）
- 評審票：1.白石美帆（電車男）；2.高島禮子（女系家族）；3.志田未來（女王的教室）

### 其他
- 新人俳優賞：志田未來（女王的教室）
- 腳本賞：遊川和彥（女王的教室）
- 音樂賞：電車男
- 監督賞：武內英樹等人（電車男）
- 片頭片尾賞：GONZO株式會社「電車男」
- 電視週刊特別賞：「海猿」的海洋外景